# 斜孔胎䲁
斜孔胎䲁（學名：Clinoporus biporosus），為輻鰭魚綱䲁形目胎䲁科斜孔胎䲁屬的一個種，分布於東南大西洋南非薩爾達尼亞灣至福爾斯灣海域，深度可達30公尺，本魚身體細長且側扁，眼睛突出，比鼻子稍大，是眼眶距的兩倍，頭部輪廓略微凸起，鼻子中心線上有一條脊，感覺孔大而明顯，眼睛上方沒有觸鬚，前鼻孔上的觸鬚較小，呈瓣狀，口裂稍斜，嘴唇厚，尾柄短，背鰭低而平坦，第三、四背棘之間的薄膜無缺口，無捲鬚，體色為均勻的深紅色，或褐色至黃褐色，背鰭硬棘38-41枚、背鰭軟條2-3枚、臀鰭硬棘2枚、臀鰭軟條27-29枚，體長可達7公分，棲息在岩石底質潮間帶，雌魚產附著性卵，雄魚會守護卵，幼魚為浮游性，生活習性不明。